# PGA Kampioenschap (Indonesië)
Het PGA kampioenschap van Indonesië is een golfkampioenschap in Indonesië voor leden van de Aziatische PGA (Asean PGA). 
Het toernooi bestaat al enkele jaren en was vooral populair bij de Australische spelers. Vanaf 2011 maakt het deel uit van de OneAsia Tour, die in 2009 werd opgericht. 
Het werd in 2011 op de Imperial Klub Golf bij Jakarta gespeeld van 24-27 maart. Het was daarmee het eerste van dertien toernooien van het OneAsia schema.
Australiër Matthew Millar verbrak in de eerste ronde het baanrecord door tien birdies te maken, waarvan zes achter elkaar.
Guido van der Valk was de enige Nederlandse deelnemer. Winnaar was de 40-jarige Andre Stolz.
Tegenwoordig maakt het toernooi deel uit van de Japan Golf Tour.

## Winnaars
| Jaar | Baan                        | Winnaar      | Score | Score | Prijzengeld   |
| ---- | --------------------------- | ------------ | ----- | ----- | ------------- |
| 1993 |                             | Wayne Grady  |       |       |               |
|      |                             |              |       |       |               |
| 1996 |                             | John Senden  |       |       |               |
|      |                             |              |       |       |               |
| 2011 | Imperial Klub Golf, Jakarta | Andre Stolz  | 274   | -14   | US$ 1.000.000 |
| 2013 | Emeralda Golf Club          | Ho-Sung Choi | 269   | -19   | JP 87.070.000 |